# Guadalcanal (Insel)
Guadalcanal (lokal auch Isatabu, früher Guadalcanar) ist eine pazifische Insel der Salomon-Inseln und die Hauptinsel der gleichnamigen Provinz der Inselrepublik Salomonen. Sie ist mit 5302 km² die größte Insel der Salomonen. Auf Guadalcanal liegt Honiara, die Hauptstadt der Salomonen. Die Bevölkerung der Insel belief sich 1999 auf 109.382 Einwohner, von denen 49.107 in Honiara (separater Hauptstadtbezirk, seit etwa Juli 1983 nicht mehr Teil der Provinz Guadalcanal) lebten.
Auf Guadalcanal liegt auch der höchste Berg der Salomonen, der 2335 m hohe Popomanaseu.

## Geschichte
Von Europäern entdeckt wurde die Insel 1568 von einer spanischen Expedition unter der Führung von Alvaro de Mendaña de Neyra. Sein Offizier Pedro de Ortega benannte sie nach seinem Geburtsort Guadalcanal in Spanien. Der Name ist arabischer Herkunft und bedeutet „Fluss des Kanals“ oder, nach einer populären Etymologie, „Fluss der Schöpfung“.
1885 grenzten das Deutsche Kaiserreich und das Vereinigte Königreich ihre Interessensphären in der Südsee ab. Ausgehend von Neuguinea zog man am 8. Grad südlicher Breite eine Scheidelinie. Guadalcanal lag südlich davon und fiel in die britische Sphäre. 1893 errichtete Großbritannien ein Protektorat über die südlichen Salomon-Inseln. Damit kam Guadalcanal auch völkerrechtlich zum Britischen Weltreich.
1896 war das österreichische Kanonenboot SMS Albatros mit der Suchexpedition des Geologen Baron Heinrich Foullon von Norbeeck (1850–1896) auf der Insel, es wurde die Möglichkeit der Ausbeutung von Nickelerz erkundet. Das Unternehmen scheiterte. Foullon von Norbeek und drei Seeleute wurden von Einheimischen überfallen und getötet.
1901 errichteten Matrosen der österreichisch-ungarischen Marine vom Kleinen Kreuzer Leopard ein Steinkreuz für ihre fünf Jahre zuvor auf Guadalcanal ums Leben gekommenen Marinesoldaten. 1919 wurde die Insel australisches Mandatsgebiet. Verwaltungszentrum (Government Station) war Aola an der östlichen Nordküste, 75 Kilometer (58 Luftlinie) östlich der späteren Hauptstadt Honiara. Die nationale Hauptstadt Honiara entstand erst ab 1945 aus einem US-Militärstützpunkt.
Die Insel wurde durch die Schlacht um Guadalcanal im Zweiten Weltkrieg bekannt, in der sich japanische und US-Truppen heftige Kämpfe lieferten.
Nach der Erlangung der Unabhängigkeit im Jahr 1978 wurde Guadalcanal zur Einwanderungsinsel. Vor allem Bewohner der benachbarten Insel Malaita siedelten zu Zehntausenden nach Guadalcanal um. Ende der 1990er Jahre kam es infolge einer Wirtschaftskrise zu häufigen gewalttätigen Übergriffen der Guadalcanalesen auf die zugewanderten Malaitaner.
Das Isatabu Freedom Movement (IFM) war eine Gruppe, die den bewaffneten Kampf gegen die Malaitaner und die Polizei aufnahm. Sie wollten die Insel von den Einwanderern befreien. Als Gegenbewegung bildete sich die Malaita Eagle Force (MEF). Ihr gelang es im Juni 2000, die Regierung zu stürzen und den Bürgerkrieg noch weiter zu intensivieren. Dies führte dazu, dass sich die Kampfhandlungen nun ausweiteten und hunderte Menschen das Leben kosteten. Viele Malaitaner flüchteten zurück auf ihre Heimatinsel, und die MEF vertrieb tausende von Guadalcanalesen aus ihren angestammten Dörfern.
Erst die Vermittlung der australischen Regierung konnte den bewaffneten Konflikt beenden, als im Oktober 2000 ein Friedensabkommen, das sogenannte Townsville Peace Agreement, geschlossen wurde.

## Wirtschaft

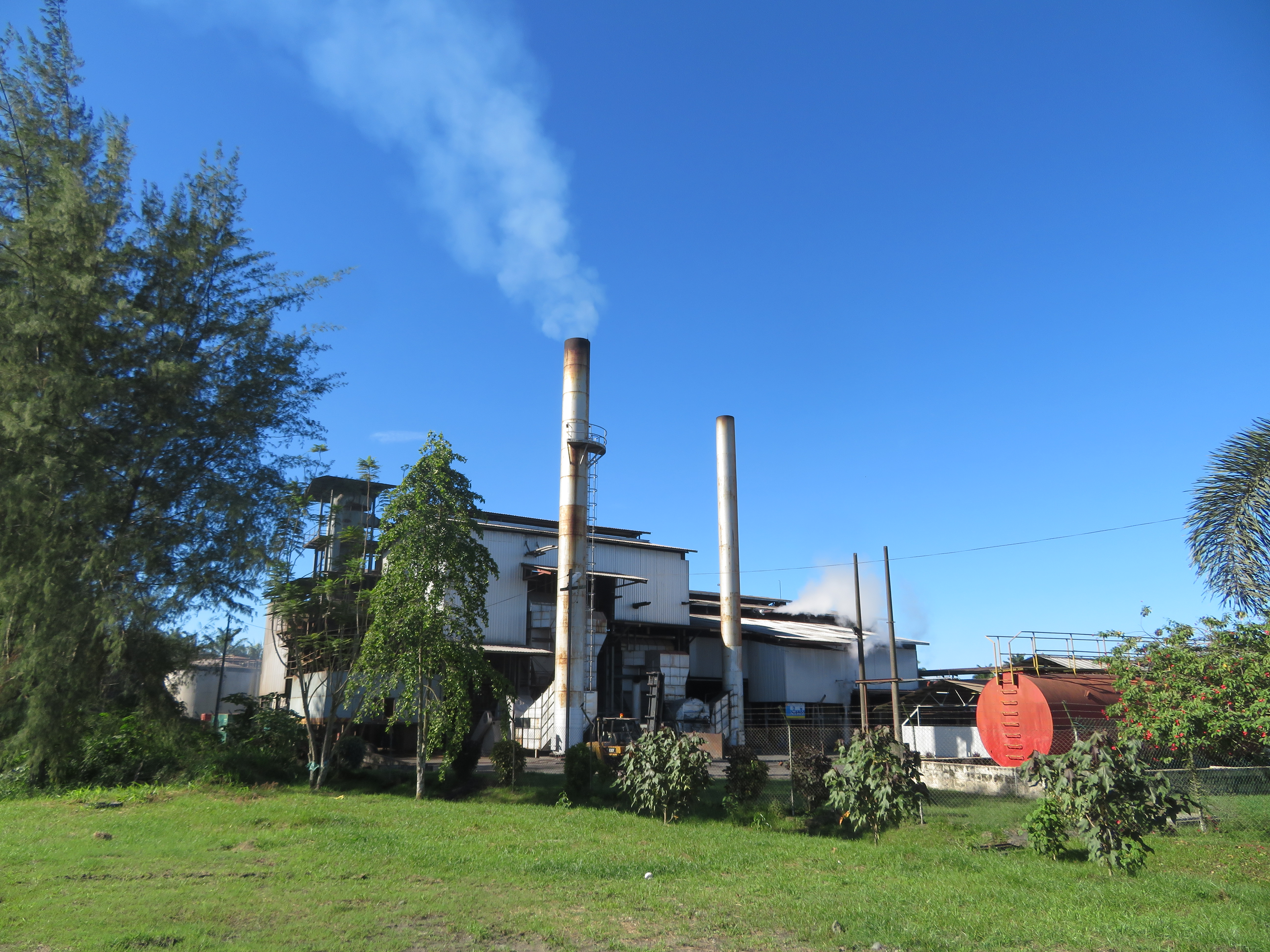
Palmölfabrik in Tetere

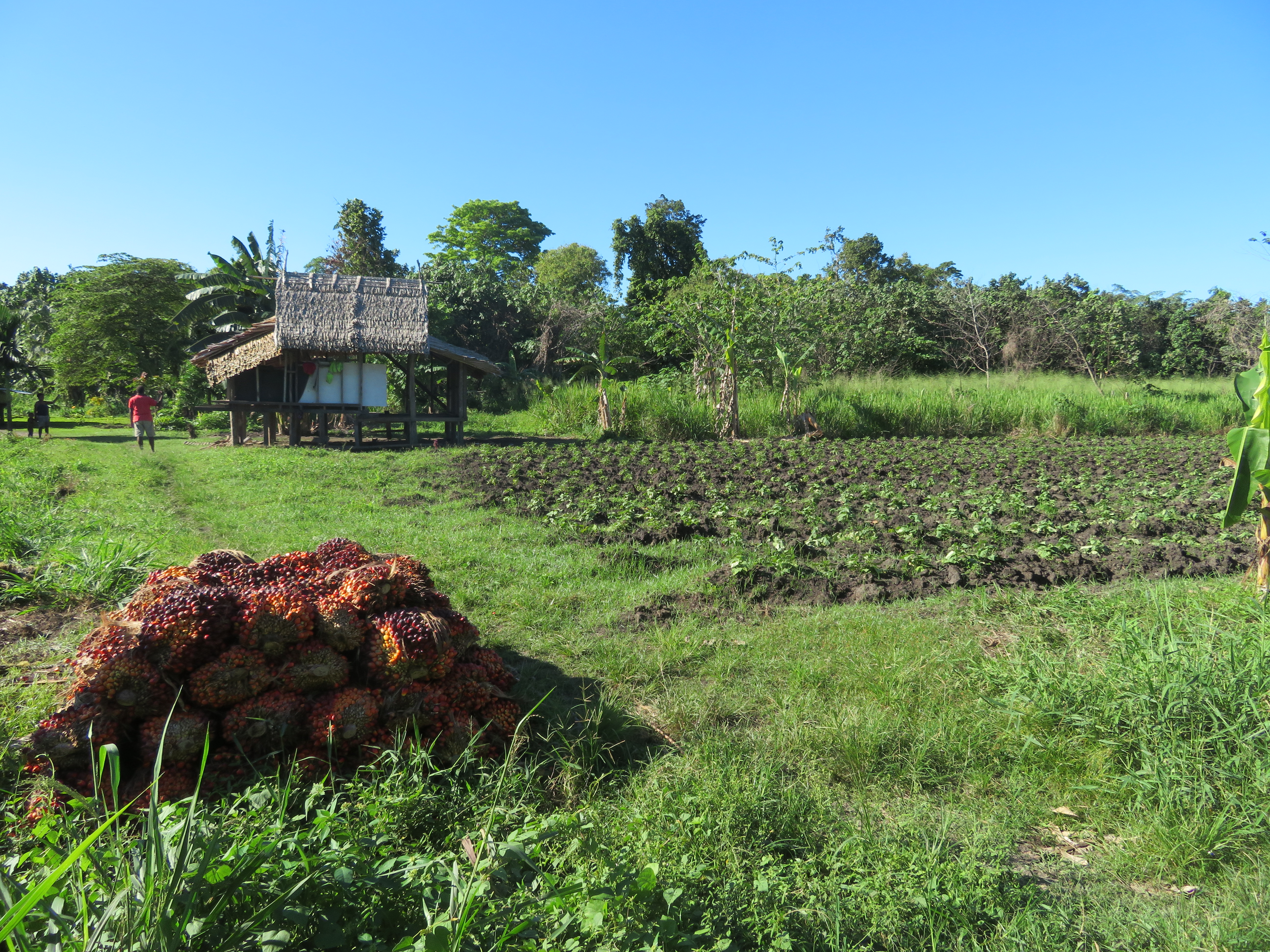
Ölfrüchte und Feld zur Selbstversorgung in Tetere

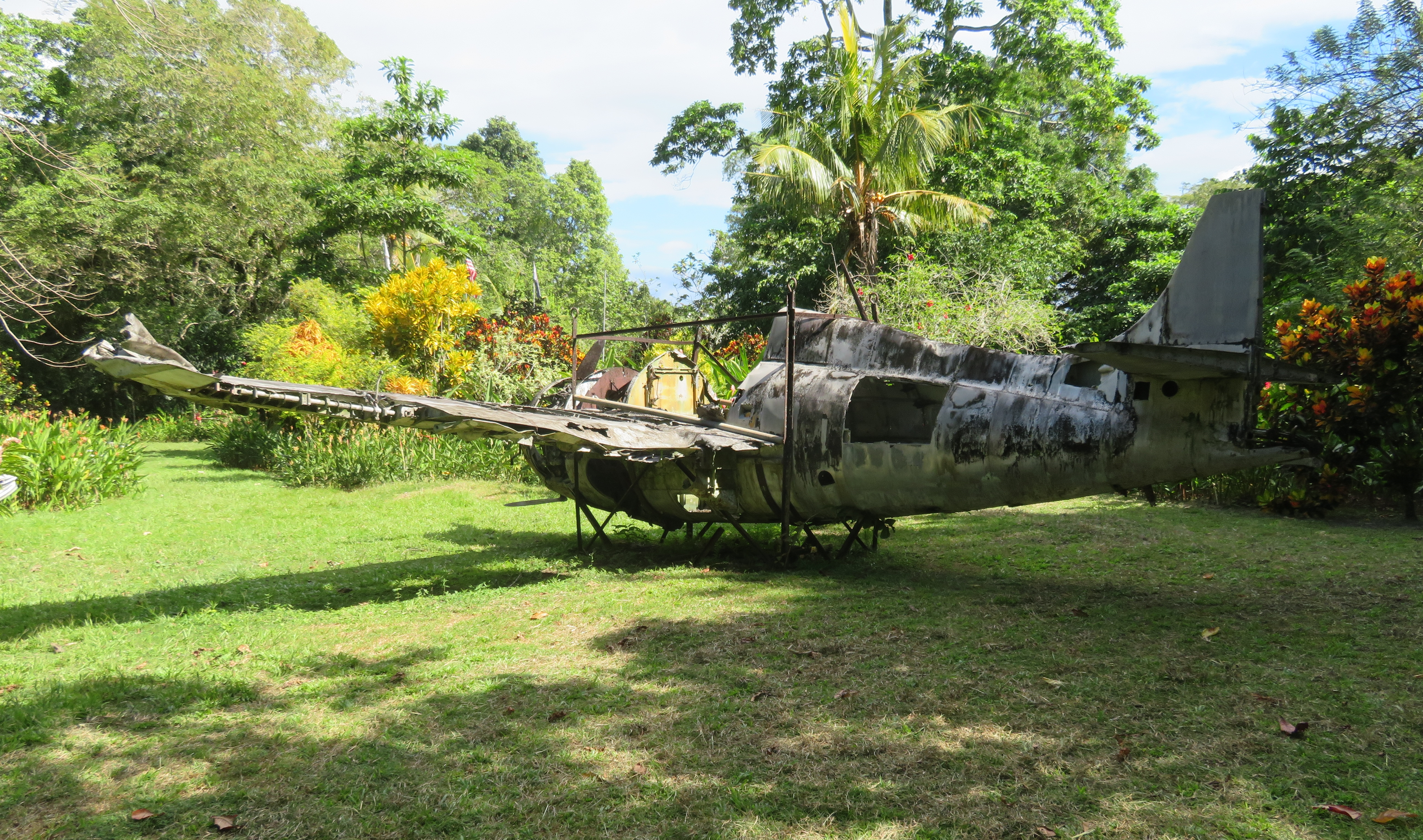
Flugzeug im Vilu War Museum

Der Ort Tetere etwa 25 km östlich von Honiara ist von großer Bedeutung für die Wirtschaft der Salomonen, denn in seiner Umgebung wurden 1976 ausgedehnte Plantagen von Ölpalmen angelegt, und die Verarbeitung der Früchte für den Export geschieht vor Ort in Tetere.
Wie allgemein auf den Salomonen, so leben auch auf Guadalcanal viele Menschen von der Subsistenzwirtschaft und bauen auf kleinen Feldern um ihre Häuser herum Nahrungsmittel zur Selbstversorgung an. Was die Familien nicht selbst verbrauchen, wird auf dem nächstgelegenen Markt – z. B. in Tetere – oder an kleinen Verkaufsständen an der Straße verkauft.
Die Infrastruktur auf Guadalcanal ist noch nicht ausreichend aufgebaut. Zwei der wenigen asphaltierten Straßen sind die an der Nordküste verlaufende Straße von Honiara nach Lambi (58 km) im Westen der Insel sowie die über Tetere führende Straße nach Aola (75 km) im Osten.

## Gedenkstätte Vilu War Museum
Etwa 25 km nordwestlich von Honiara, der Hauptstadt der Salomonen, wurde mit dem Freilichtmuseum Vilu War Museum eine würdige Gedenkstätte mit mehreren relativ schlichten Denkmälern für die Gefallenen der verschiedenen Nationalitäten errichtet. In der gepflegten Anlage, einer der wichtigsten Sehenswürdigkeiten des ganzen Landes, ist außerdem zwischen eindrucksvoller tropischer Vegetation zurückgelassenes Kriegsgerät sowie mehrere Flugzeugwracks ausgestellt. Das Freilichtmuseum liegt unweit der gut ausgebauten Küstenstraße von Honiara nach Lambi.

## Gedenkstätte Tetere Beach
An einer Stichstraße der Küstenstraße von Honiara nach Aola, etwa 20 km östlich von Honiara, sind unweit des Strandes Tetere Beach etwa 20 Amphibienfahrzeuge und Landungsboote aus dem Zweiten Weltkrieg ausgestellt, die nach der Landung auf Guadalcanal hier zurückgelassen wurden. Der Sandstrand Tetere Beach zählt zu den beliebtesten Stränden der Insel.

## Sonstiges
Der 1. August ist der Provinztag von Guadalcanal, der feierlich begangen wird. Fällt er auf einen Sonntag, so ist der folgende Montag arbeitsfrei.